# Adénylate cyclase
Pour les articles homonymes, voir AC.
L'adénylate cyclase (AC), encore appelée adényl-cyclase ou adénylyl-cyclase, est une famille de protéines jouant le rôle d'enzyme intégrale membranaire qui produit de l'AMP cyclique à partir d'ATP. Cette enzyme est très finement régulée car l'AMPc est un messager cellulaire convoyant une information depuis l'extérieur vers la cellule après activation de l'une des voies impliquant des récepteurs couplés aux protéines G (plusieurs dizaines de milliers de récepteurs).
L'AMPc produit est capable d'activer d'autres protéines telles que les protéine kinases, pour enclencher les  cascades de phosphorylation, et de poursuivre la transduction du signal de l'extérieur vers l'intérieur de la cellule. L'AMPc est alors appelé second messager.

## Membres
Dix isoformes ont été identifiés chez les mammifères : 
- ADCY1
- ADCY2
- ADCY3
- ADCY4
- ADCY5
- ADCY6
- ADCY7
- ADCY8
- ADCY9
- ADCY10

## Mécanisme d'activation
Au repos la protéine kinase A (AMPc dépendante ou PKA) est constituée de quatre sous-unités : deux sous-unités régulatrices (R2), une sous-unité catalytique (C2) et une sous-unité calmoduline, qui fixe le Ca2+. Il existe une très forte affinité de R2 pour C2. Lors de la fixation d’une hormone sur le récepteur et formation du complexe hormone–récepteur, il y a activation d'une protéine de type Gs (stimulatrice) ou Gi (inhibitrice). Cette protéine G active ou inhibe à son tour l’adénylate cyclase qui catalyse la conversion d’ATP en AMPc.
Lorsque quatre molécules d’AMPc se fixent sur les sous-unités régulatrices de la PKA, il y a dissociation du complexe R2-C2 par diminution de l’affinité de R2 pour C2. Les sous-unités catalytiques ainsi libérées ont deux devenirs :
- un effet cytosolique ou membranaire : phosphorylation de canaux ioniques, récepteurs membranaires ou protéines cytoplasmiques,
- un effet nucléaire : les sous-unités catalytiques pénètrent dans le noyau et agissent sur des complexes protéiques (CREB, pour l'anglais cAMP response element-binding). Les sous-unités vont transformer CREB en CREB-phosphate, cette phosphorylation permet l’activation ou la répression d’un gène.

## Mécanisme d'inactivation
Le retour au repos s’effectue par la dégradation d’AMPc en 5’AMP grâce à un complexe enzymatique : la phosphodiestérase (PDE). Lesquelles phosphodiestérases sont aussi finement régulées.
Notes et références
1. ↑  
(en) Qing Guo, Yuequan Shen, Natalia L. Zhukovskaya, Jan Florián et Wei-Jen Tang, « Structural and Kinetic Analyses of the Interaction of Anthrax Adenylyl Cyclase Toxin with Reaction Products cAMP and Pyrophosphate », Journal of Biological Chemistry, vol. 279, no 28,‎ 9 juillet 2004, p. 29427-29435 (PMID 15131111, DOI 10.1074/jbc.M402689200, lire en ligne)